# Colibrí gegant

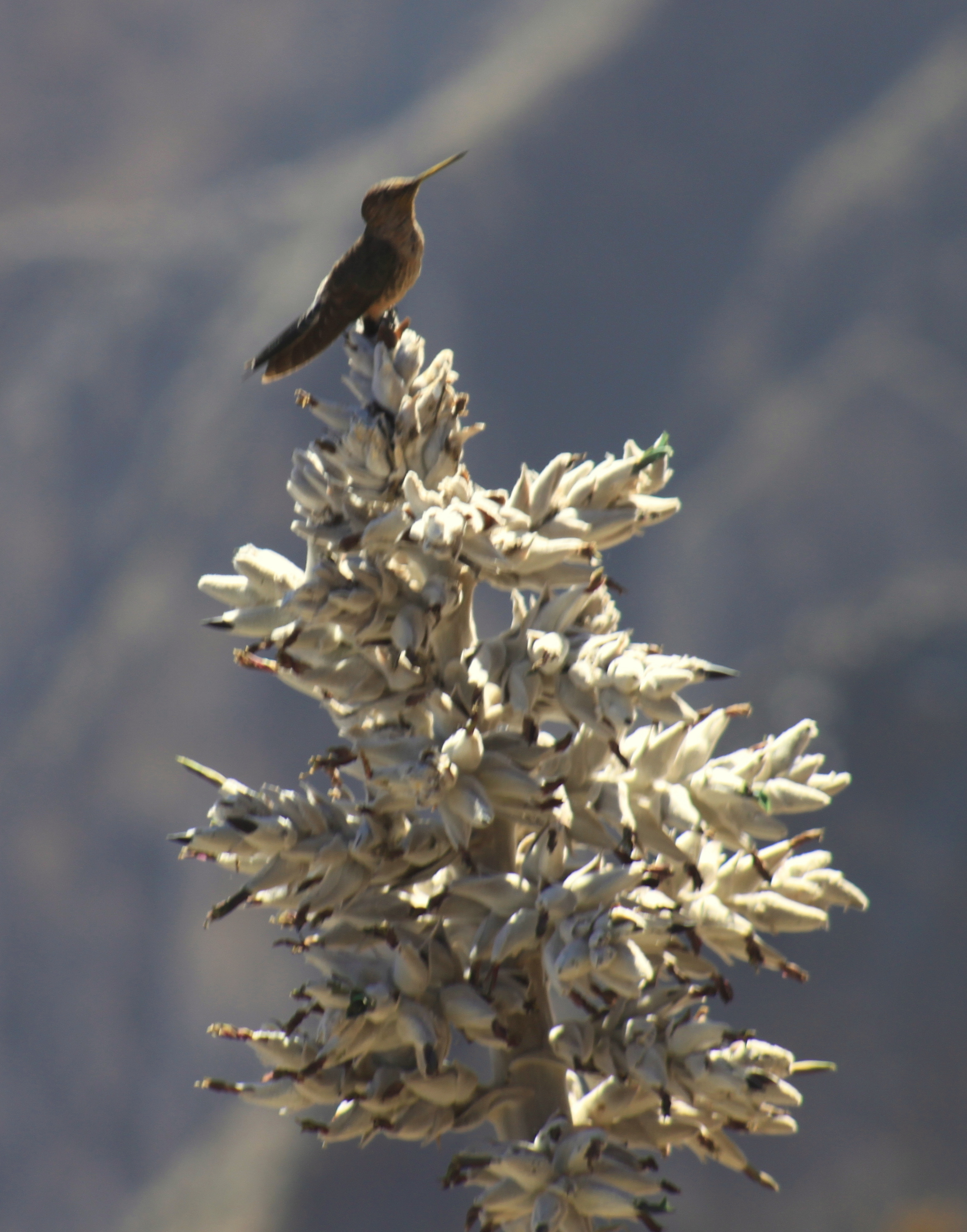
Colibrí gegant (Patagona gigas)

El colibrí gegant (Patagona gigas) és el més gran dels colibrís, i és l'únic del gènere Patagona G.R. Gray, 1840.

## Característiques
És el colibrí més gran del món i pot arribar a mesurar 20 cm. El seu pes oscil·la entre els 18 i els 20 grams. El seu bec és llarg i recte. El seu plomatge és de color marró clar amb tons verd oliva i el ventre amb tons més vermellosos o color cafè clar. Les femelles tenen una coloració més clara.

## Taxonomia
El colibrí gegant va ser descrit per Louis Pierre Vieillot el 1824, a partir d'un exemplar que aquest autor creia, erròniament, que havia estat capturat al Brasil.
És l'única espècie del gènere Patagona,
introduït per George Robert Gray el 1840.
Inclòs antany a la subfamília dels troquilins (Trochilinae), estudis filogenètics moleculars han demostrat que aquesta espècie és germana del gran clade format per eixa subfamília. Avui es considera aquesta espècie l'única del la subfamília dels patagonins (Patagoninae).
Existeixen dues subespècies d'aquest ocell:
- P. g. gigas: habita des del centre i sud de Xile fins al centre de l'Argentina.
- P. g. peruviana: habita la serralada dels Andes, des del sud-oest de Colòmbia, Equador i Bolívia fins al nord-oest de l'Argentina i el nord de Xile.

Les dues subespècies es poden distingir pel plomatge. La p.g. peruviana és més de color marró groguenc i té coll i el mentó més blanquinós, mentre que la P. g. gigas és més de color marró verdós i no té el coll blanquinós.

## Distribució i habitat
Se'l pot trobar en zones d'arbustos, jardins i zones obertes amb pocs arbres a la zona dels Andes, des del nord de l'Equador al nord-est de l'Argentina i Xile. A l'estiu se'l pot trobar a zones de més altitud (fins a 4.500 metres), i a l'hivern es desplaça a zones més baixes.

## Alimentació
S'alimenta bàsicament de nèctar de flors i insectes. És un important pol·linitzador de varies espècies de cactus i puies, ja que amb el seu bec llarg pot alimentar-se de flors tubulars que altres animals no hi tenen accés. També s'alimenta de flors ornamentals.

## Reproducció
Construeix el seu niu en cactus, branques d'arbres o arbustos grans. El niu forma una petita copa construïda amb molsa, líquens, teles d'aranya i fils vegetals. Després de la còpula, el mascle es desentén la femella. La femella normalment pon 2 ous que incuba durant 14-19 dies.

## Estat de conservació
Segons la Unió Internacional per a la Conservació de la Natura (UICN), és seu estat de conservació és poc preocupant. No hi ha cap preocupació important per aquesta espècie a excepció de la pèrdua del seu hàbitat per l'activitat humana.